# Pierrefontaine-lès-Blamont
Pierrefontaine-lès-Blamont é uma comuna francesa na região administrativa de Borgonha-Franco-Condado, no departamento de Doubs. Estende-se por uma área de 8,96 km². Em 2010 a comuna tinha 481 habitantes (densidade: 53,7 hab./km²).